# Wouter Weylandt
Wouter Weylandt (Gant, 27 de setembre de 1984 - Rapallo 9 de maig de 2011), era un ciclista belga, professional des del 2004.
Després d'haver corregut pel Quick Step, de l'UCI ProTour, el seu darrer equip fou el Leopard Trek luxemburguès. En el seu palmarès hi destaca una victòria d'etapa a la Volta a Espanya de 2008 i una altra al Giro d'Itàlia de 2010.
Va morir durant la tercera etapa del Giro d'Itàlia de 2011 en caure durant el descens del pas del Bocco, a 25 km de la meta.

## Palmarès
- 2004
  - 1r al Gran Premi de Waregem
- 2005
  - 1r al Gran Premi Briek Schotte
- 2006
  - 1r al Gran Premi de Vichte
  - Vencedor de la classificació dels punts de la Volta a Polònia
- 2007
  - 1r al Tour de Groene Hart
  - 1r a Heusden Koers
  - Vencedor d'una etapa del Tour del Benelux
  - Vencedor d'una etapa de la Volta a Bèlgica
  - Vencedor d'una etapa dels Driedaagse van West-Vlaanderen
  - Vencedor d'una etapa de la Ster Elektrotoer
- 2008
  - 1r a Nokere Koerse
  - 1r a l'Omloop van de Vlaamse Scheldeboorden
  - Vencedor d'una etapa de la Volta a Espanya
- 2009
  - 1r a Le Samyn
  - 1r a la Gullegem Koerse
  - Vencedor d'una etapa dels Driedaagse van West-Vlaanderen
- 2010
  - 1r al Gran Premi Stad Sint-Niklaas
  - 1r a la Gullegem Koerse
  - Vencedor d'una etapa al Giro d'Itàlia

### Resultats a la Volta a Espanya
- 2008. 118è de la classificació general. Vencedor d'una etapa
- 2009. No surt (17a etapa)

### Resultats al Giro d'Itàlia
- 2010. Abandona. Vencedor d'una etapa
- 2011. Caiguda mortal a la 3a etapa